# Адам Янош
Адам Янош (чеськ. Adam Jánoš, нар. 20 липня 1992, Угерске Градіште) — чеський футболіст, півзахисник клубу «Богеміанс 1905» та національної збірної Чехії. Виступав також за низку чеських клубів. Володар Кубка Чехії.

## Клубна кар'єра
Адам Янош народився 1992 року в місті Угерске Градіште, та є вихованцем футбольної школи клубу «Спарта» (Прага). У 2009 році розпочав грати за другу команду празького клубу, а в 2013 році дебютував у головній команді Спарти". Однак до основного складу команди не пробився, і в 2013 році керівництво празької команди відправило Яноша в оренду до клубу «Височина». У 2016 році футболіст перейшов до клубу «Млада Болеслав», у якому в цьому ж році став володарем Кубка Чехії.
У 2018 році Адам Янош перейшов до клубу «Банік», у складі якого грав до 2022 року. На початку 2022 року футболіст перейшов до клубу «Карвіна», проте ще в цьому ж році став гравцем клубу «Богеміанс 1905». Станом на 27 лютого 2025 року відіграв за празьку команду 52 матчі в національному чемпіонаті.

## Виступи за збірні
У 2008 році Адам Янош дебютував у складі юнацької збірної Чехії, загалом на юнацькому рівні взяв участь у 5 іграх.
Протягом 2012—2015 років Адам Янош грав у складі молодіжної збірної Чехії. На молодіжному рівні зіграв у 8 офіційних матчах.
У 2020 році Янош провів один матч у складі національної збірної Чехії.

## Титули і досягнення
- Володар Кубка Чехії (1):

«Млада Болеслав»: 2015–2016